# FC Știința Bacău
FC Știința Bacău was een Roemeense voetbalclub uit de stad Bacău.

## Geschiedenis
Het team Lotus Băile Felix promoveerde in 2008 van de derde naar de tweede klasse (Liga 2), maar trok zich terug door financiële problemen. Een groep zakenlui uit Bacău besloten om een nieuw team op te richten om zo de vacante plaats in te nemen en Știința Bacău was geboren. Cristian Ciocoiu, die vroeger voor FCM Bacău en Steaua Boekarest gespeeld had, werd voorzitter.
De eerste officiële wedstrijd van het team was een 0-3 nederlaag tegen Ceahlăul Piatra Neamț. Op de derde speeldag kon de club voor het eerst winnen, tegen Concordia Chiajna. Begin 2009 werd de club opgeheven en werd Lotus Băile Felix heropgericht om de plaats van de club in te nemen, maar na het einde van het seizoen werd ook deze club ontbonden.